# Les matous sont romantiques
Pour plus de détails, voir Fiche technique et Distribution.
Les matous sont romantiques est un film français réalisé par Sotha en 1981.

## Synopsis
Roger 1 et Jeanne 1, Roger 2 et Jeanne 2 ainsi que Roger 3 et Jeanne 3 forment trois couples d'amis. Ils ont prévu de se retrouver pour un dîner. Mais les hommes se retrouvent seuls, sans leur épouse. Ils débattent, échangent souvenirs, points de vue philosophiques sur l'amour, la mort, l'existence...

## Fiche technique
- Réalisation : Sotha
- Scénariste : Sotha
- Directeur de la photographie : Jean-César Chiabaut
- Compositeurs : Guy Khalifa et Sotha
- Création des décors : Christian Portal
- Format : Couleur et Noir et blanc - Son mono
- Sociétés de production : Le Café de la Gare, Les Films Coûte Que Coûte
- Genre : comédie
- Durée : 96 minutes
- Date de sortie : 21 octobre 1981

## Distribution
- Henri Guybet : Roger Un
- Patrice Minet : Roger Deux
- Philippe Manesse : Roger Trois
- Odette Laurent : Jeanne Un
- Christine Dejoux : Jeanne Deux
- Véronique Rivière : Jeanne Trois
- Romain Bouteille : L'infirme
- Michel Schreiber : lui-même
- Laure Duthilleul : La fille à la fenêtre
- Michel Puterflam : L'altruiste
- Patrick Dewaere : Le voisin.